# Susanne Linke
Susanne Linke (Lüneburg, 1944) és una ballarina i coreògrafa de dansa contemporània, considerada una de les pioneres i desenvolupadores de la dansa-teatre.
Va començar a estudiar dansa l'any 1964 amb Mary Wigman. En 1967 va continuar la seva formació a la Folkwang-Hochschule d'Essen amb Pina Bausch. De 1970 a 1973 va formar part del Folkwang Studio, sota la direcció de Pina Bausch, al començament com a ballarina i també començant a crear les seves pròpies coreografies. Va dirigir algunes gires internacionals de les seves coreografies i de 1975 a 1985 va dirigir el Folkwang Tanzstudio.
Ha treballat de coreògrafa per companyies com la José Limón Company de Nova York, el grup de recerca coreogràfica de l'Òpera de París (GRCOP) i el Nederlands Dans Theater. Ha estat directora de dansa-teatre al Theater Bremen, i cofundadora i directora del Choreographisches Zentrum d'Essen. Ha creat diverses companyies de dansa pròpies.

## Coreografies
Algunes de les seves coreografies principals són:
- 1975: Danse funèbre
- 1976: Puppe
- 1978: Trop Tard, Die Nächste bitte i Wandlung
- 1980: Im Bade wannen i Wowerwiewas
- 1981: Flut i Frauenballett
- 1982: Es schwant i Wir können nicht alle nur Schwäne sein
- 1984: Bakchen von Euripides, Orient-Okzident
- 1986: Egmont, bitte
- 1987: Humanos Affectos amb Dore Hoyer, que Linke va conéixer a l'escola de Wigman
- 1988: die Duos Affekte
- 1990: Affekte/Gelb
- 1991: In Ruhr-Ort
- 2007: Steps - Reconstruction and Passing
- 2008: Kaikou-Yin (Transmigration)